# Red Bull Air Race World Championship 2018
Red Bull Air Race World Series 2018 – 13. sezon Red Bull Air Race.

## Piloci

### Master Class
| Master Class | Master Class      | Master Class      | Master Class |
| Nr.          | Pilot             | Samolot           | Rundy        |
| ------------ | ----------------- | ----------------- | ------------ |
| 5            | Cristian Bolton   | Zivko Edge 540 V2 | Wszystkie    |
| 11           | Mikaël Brageot    | MX Aircraft MXS   | Wszystkie    |
| 10           | Kirby Chambliss   | Zivko Edge 540 V3 | Wszystkie    |
| 21           | Matthias Dolderer | Zivko Edge 540 V3 | Wszystkie    |
| 99           | Michael Goulian   | Zivko Edge 540 V2 | Wszystkie    |
| 95           | Matt Hall         | Zivko Edge 540 V3 | Wszystkie    |
| 27           | Nicolas Ivanoff   | Zivko Edge 540 V3 | Wszystkie    |
| 18           | Petr Kopfstein    | Zivko Edge 540 V3 | Wszystkie    |
| 12           | François Le Vot   | Zivko Edge 540 V2 | Wszystkie    |
| 84           | Pete McLeod       | Zivko Edge 540 V3 | Wszystkie    |
| 31           | Yoshihide Muroya  | Zivko Edge 540 V3 | Wszystkie    |
| 24           | Ben Murphy        | Zivko Edge 540 V2 | Wszystkie    |
| 8            | Martin Šonka      | Zivko Edge 540 V3 | Wszystkie    |
| 26           | Juan Velarde      | Zivko Edge 540 V2 | Wszystkie    |

Zmiany pilotów
- Peter Podlunšek wycofał się z wyścigów w Master Class (klasie mistrzowskiej) Red Bull Air Race po ostatniej rundzie sezonu 2017.
- Ben Murphy, który w 2017 startował w Challenger Class (klasie pretendentów) Red Bull Air Race zadebiutował w Master Class (klasie mistrzowskiej).

### Challenger Class
Wszyscy piloci Challenger Cup latali na samolotach Zivko Edge 540 V2.
| Nr. | Pilot            | Rundy |
| --- | ---------------- | ----- |
| 33  | Mélanie Astles   | 2,4   |
| 62  | Florian Bergér   | 1,4   |
| 7   | Kenny Chiang     | 4     |
| 48  | Kevin Coleman    | 1,4   |
| 32  | Dario Costa      | 1-2   |
| 6   | Łukasz Czepiela  | 1,4   |
| 77  | Patrick Davidson | 1-2   |
| 78  | Daniel Genevey   | 1-2,4 |
| 17  | Daniel Ryfa      | 1-2   |
| 15  | Baptiste Vignes  | 2,4   |

Zmiany pilotów
- Włoski pilot Dario Costa i południowoafrykański Patrick Davidson zadebiutowali w Challenger Class[2].

## Kalendarz zawodów
Kalendarz ośmiu wydarzeń na sezon 2018 został ogłoszony w dniu 8 listopada 2017 r.
Chiba rund 3 została ogłoszona 6 marca 2018 roku.
| Runda | Państwo                      | Miejscowość                      | Data             | Zwycięzca kwalifikacji | Zwycięzca wyścigu | Zwycięskie samoloty | Zwycięzca w klasie Challenge        |
| ----- | ---------------------------- | -------------------------------- | ---------------- | ---------------------- | ----------------- | ------------------- | ----------------------------------- |
| 1     | Zjednoczone Emiraty Arabskie | Abu Zabi                         | 2-3 lutego       | Matthias Dolderer      | Michael Goulian   | Zivko Edge 540 V2   | Florian Bergér                      |
| 2     | Francja                      | Cannes                           | 21-22 kwietnia   | Michael Goulian        | Matt Hall         | Zivko Edge 540 V3   | Daniel Ryfa                         |
| 3     | Japonia                      | Makuhari, Chiba                  | 26-27 maja       | Michael Goulian        | Matt Hall         | Zivko Edge 540 V3   |                                     |
| 4     | Węgry                        | Budapeszt                        | 23-24 czerwca    | Martin Šonka           | Martin Šonka      | Zivko Edge 540 V3   | Łukasz Czepiela                     |
| 5     | Rosja                        | Kazań                            | 25-26 sierpnia   | Matthias Dolderer      | Martin Šonka      | Zivko Edge 540 V3   | Kevin Coleman                       |
| 6     | Austria                      | Wiener Neustadt                  | 15-16 września   | Yoshihide Muroya       | Martin Šonka      | Zivko Edge 540 V3   | Kenny Chiang (R1) Kenny Chiang (R2) |
| 7     | Stany Zjednoczone            | Indianapolis                     | 6-7 października | Martin Šonka           | Michael Goulian   | Zivko Edge 540 V2   | Florian Bergér                      |
| 8     | Stany Zjednoczone            | Texas Motor Speedway, Fort Worth | 17-18 listopada  | Matthias Dolderer      | Martin Šonka      | Zivko Edge 540 V3   | Łukasz Czepiela                     |

## Wyniki

### Master Class
| Pozycja | 1  | 2  | 3 | 4 | 5 | 6 | 7 | 8 | 9 | 10 | 11-14 |
| Punkty  | 15 | 12 | 9 | 7 | 6 | 5 | 4 | 3 | 2 | 1  | 0     |

| Poz. | Pilot             | ABU | CAN | CHI | BUD | KAZ | WIN | IND | FTW | Punkty |
| ---- | ----------------- | --- | --- | --- | --- | --- | --- | --- | --- | ------ |
| 1    | Matt Hall         | 5   | 1   | 1   |     |     |     |     |     | 36     |
| 2    | Michael Goulian   | 1   | 3   | 2   |     |     |     |     |     | 36     |
| 3    | Yoshihide Muroya  | 2   | 4   | 14  |     |     |     |     |     | 19     |
| 4    | Martin Šonka      | 4   | 8   | 3   |     |     |     |     |     | 19     |
| 5    | Matthias Dolderer | 13  | 2   | 8   |     |     |     |     |     | 15     |
| 6    | Mikaël Brageot    | 8   | 5   | 5   |     |     |     |     |     | 15     |
| 7    | Pete McLeod       | 14  | 7   | 4   |     |     |     |     |     | 11     |
| 8    | Kirby Chambliss   | 3   | 12  | 13  |     |     |     |     |     | 9      |
| 9    | François Le Vot   | 7   | 11  | 6   |     |     |     |     |     | 9      |
| 10   | Juan Velarde      | 11  | 6   | 7   |     |     |     |     |     | 9      |
| 11   | Ben Murphy        | 6   | 10  | 11  |     |     |     |     |     | 6      |
| 12   | Petr Kopfstein    | 9   | 9   | 9   |     |     |     |     |     | 6      |
| 13   | Cristian Bolton   | 12  | 13  | 10  |     |     |     |     |     | 1      |
| 14   | Nicolas Ivanoff   | 10  | 14  | 12  |     |     |     |     |     | 1      |

### Challenger Cup
| Pozycja | 1  | 2 | 3 | 4 | 5 | 6-8 |
| Punkty  | 10 | 8 | 6 | 4 | 2 | 0   |

| Poz. | Pilot            | ABU | CAN | CHI | BUD | KAZ | WIN | IND | FTW | Drop | Punkty |
| ---- | ---------------- | --- | --- | --- | --- | --- | --- | --- | --- | ---- | ------ |
| 1    | Daniel Ryfa      | 5   | 1   |     |     |     |     |     |     |      | 12     |
| 2    | Florian Bergér   | 1   |     |     |     |     |     |     |     |      | 10     |
| 3    | Dario Costa      | 4   | 3   |     |     |     |     |     |     |      | 10     |
| 4    | Baptiste Vignes  |     | 2   |     |     |     |     |     |     |      | 8      |
| 5    | Łukasz Czepiela  | 2   |     |     |     |     |     |     |     |      | 8      |
| 6    | Kevin Coleman    | 3   |     |     |     |     |     |     |     |      | 6      |
| 7    | Mélanie Astles   |     | 4   |     |     |     |     |     |     |      | 4      |
| 8    | Patrick Davidson | 6   | 5   |     |     |     |     |     |     |      | 2      |
| 9    | Daniel Genevey   | 7   | 6   |     |     |     |     |     |     |      | 0      |
|      | Kenny Chiang     |     |     |     |     |     |     |     |     |      |        |